# NGC 2499
NGC 2499 је спирална галаксија у сазвежђу Мали пас која се налази на NGC листи објеката дубоког неба.
Деклинација објекта је + 7° 29' 34" а ректасцензија 7h 58m 51,7s. Привидна величина (магнитуда) објекта NGC 2499 износи 14,1 а фотографска магнитуда 14,9. NGC 2499 је још познат и под ознакама MCG 1-21-3, CGCG 31-11, PGC 22366.